# Близко к врагу
«Бли́зко к врагу́» (англ. Close to the Enemy) — британский драматический мини-сериал, сценарий к которому написал Стивен Полякофф, а также сам выступил режиссёром. Премьера мини-сериала состоялась 10 ноября 2016 года на BBC Two в Великобритании.

## Актёрский состав
- Джим Стерджесс в роли капитана Каллума Фергюсона
- Фредди Хаймор в роли Виктора Фергюсона
- Шарлотта Райли в роли Рэйчел Ломбард
- Фиби Фокс в роли Кэти Гриффитс
- Альфред Молина в роли Гарольда Линдси-Джонса
- Линдси Дункан в роли фрау Беллингхаузен
- Альфи Аллен в роли Рингвуда
- Анджела Бассетт в роли Евы
- Август Диль в роли Дитера Кохлера
- Роберт Гленистер в роли бригадира Уэйнрайта
- Себастьян Арместо в роли Алекса Ломбарда
- Александр Йованович в роли Хорста Клейнова

## Производство
Шестисерийный мини-сериал, созданный Стивеном Полякоффым, был запущен в производство BBC Two в марте 2015 года; также был объявлен актёрский состав шоу — Джим Стерджесс, Фредди Хаймор, Шарлотта Райли, Фиби Фокс, Альфред Молина, Линдси Дункан, Роберт Гленистер, Август Диль, Анджела Бассетт и Альфи Аллен получили роли в проекте. Права на показ в США приобрёл канал Starz в сентябре 2015 года.
Съёмочный процесс начался в Ливерпуле в марте 2015 года. Также съёмки происходили в Лондоне.